# Vilhelm Renhult

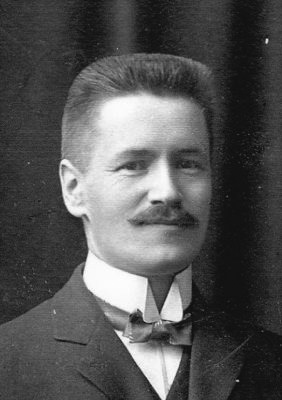
Vilhelm Renhult

Vilhelm Renhult, född den 4 maj 1876 i Horndal, död 1948 i Hovsta, var en svensk arkitekt. 

## Biografi
Renhult var troligen elev vid Söndags- och Aftonskolan i Örebro (omnämnd i årsredogörelser 1899, 1900, 1901 för flit och framsteg). Han var under åren 1905-1938 verksam i Örebro, där han ritade ett stort antal bostadshus, fabriksbyggnader och frikyrkor. Han var en av de mest framträdande örebroarkitekterna under de första årtiondena av 1900-talet. Renhults glansperiod inföll under perioden 1905-1915 då han ritade ett mycket stort antal byggnader tydligt präglade av jugendstilen. Mer påkostade exempel återfinns i centrum, bland annat på Storgatan, medan enklare hus i en jugendpräglad tappning av den byggnadstyp som kallas landshövdingehus, uppfördes i stadsdelarna Öster, Väster, Söder och i viss mån även på Norr. Under en tid tog han även intryck av den medeltida engelska arkitektur som kallas Tudorstil. Ett exempel på detta är Trefaldighetskyrkan i Örebro. Senare anslöt han sig till den nordiska klassicismen (20-talsklassicism). Renhult ritade även enstaka hus, under trettiotalet, i en förenklad funkisstil.

## Byggnadsverk, urval
- Kallbadhuset, Örebro (1905)
- Betlehemskyrkan, Skebäcksvägen 2 (Nuvarande adress: Sturegatan 9), Örebro (1907)
- Trefaldighetskyrkan, Södra Strandgatan 3, Örebro (1908)
- Immanuelskyrkan, Ekersgatan 15, Örebro (1908)
- Post- och bankhus för Örebro enskilda bank, Kopparberg (1911)[2]
- Örebromissionens hus, Järnvägsgatan 28, Örebro (1912)
- Villa Bäckebo och Villa Tjällmora vid Bäckstigen 16-18 i Hovsta byggda 1912. Den ena villan byggde Renhult åt sig själv och sin familj, den andra byggde han åt sina föräldrar.
- Oscarias skofabrik, Södra allén 2-4, Örebro (1914)
- Biografteatern Röda Kvarn, Storgatan 21, Örebro (1917)
- Prinsgatan 7, Örebro
- Storgatan 10, Örebro
- Örebro enskilda bank, Nygatan 33, Arboga [3]
- Fabriksbyggnader i Örebro [4]
- Över 100 bostadshus i Örebro [5]

## Bilder

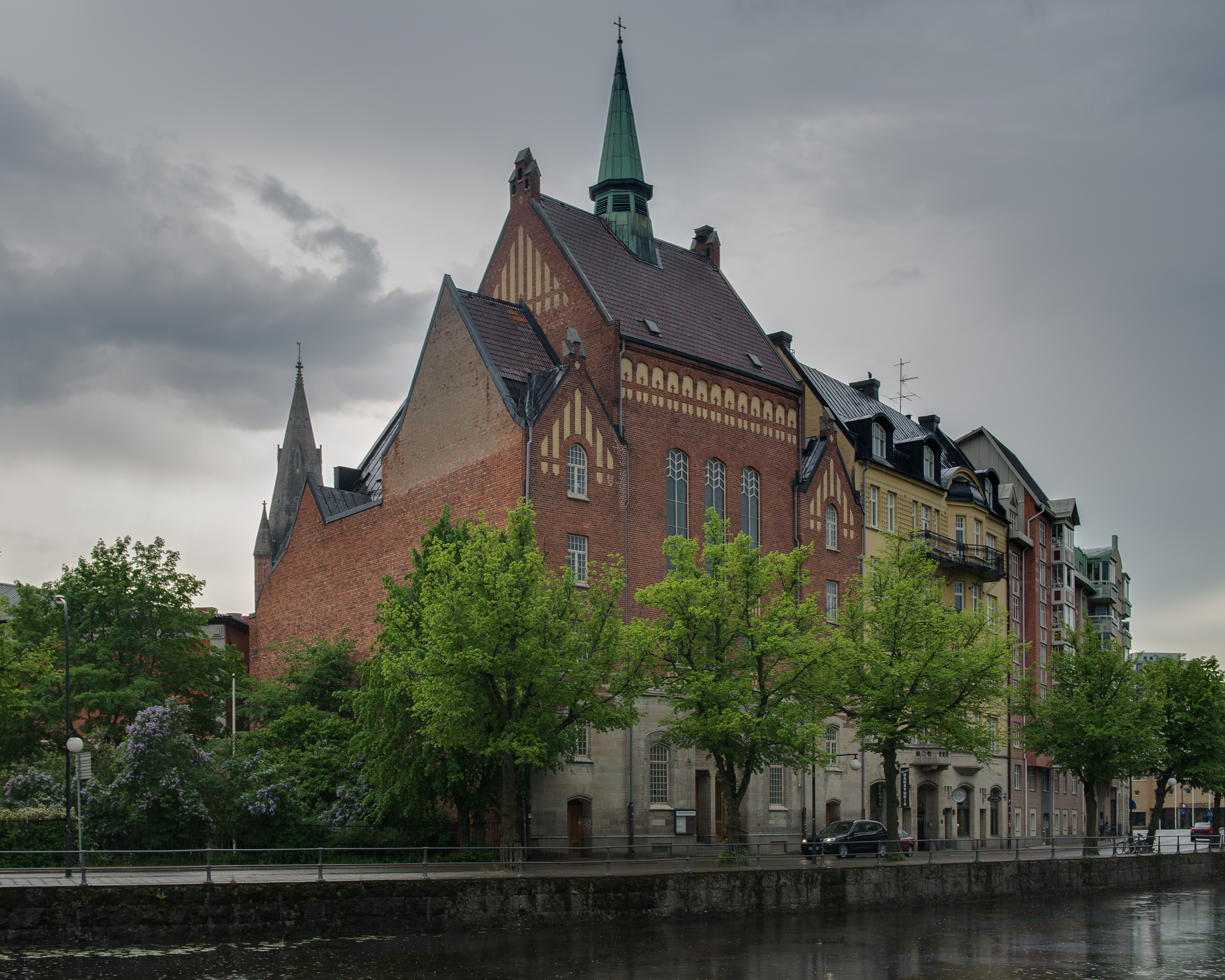
Trefaldighetskyrkan i Örebro uppförd 1908-09.
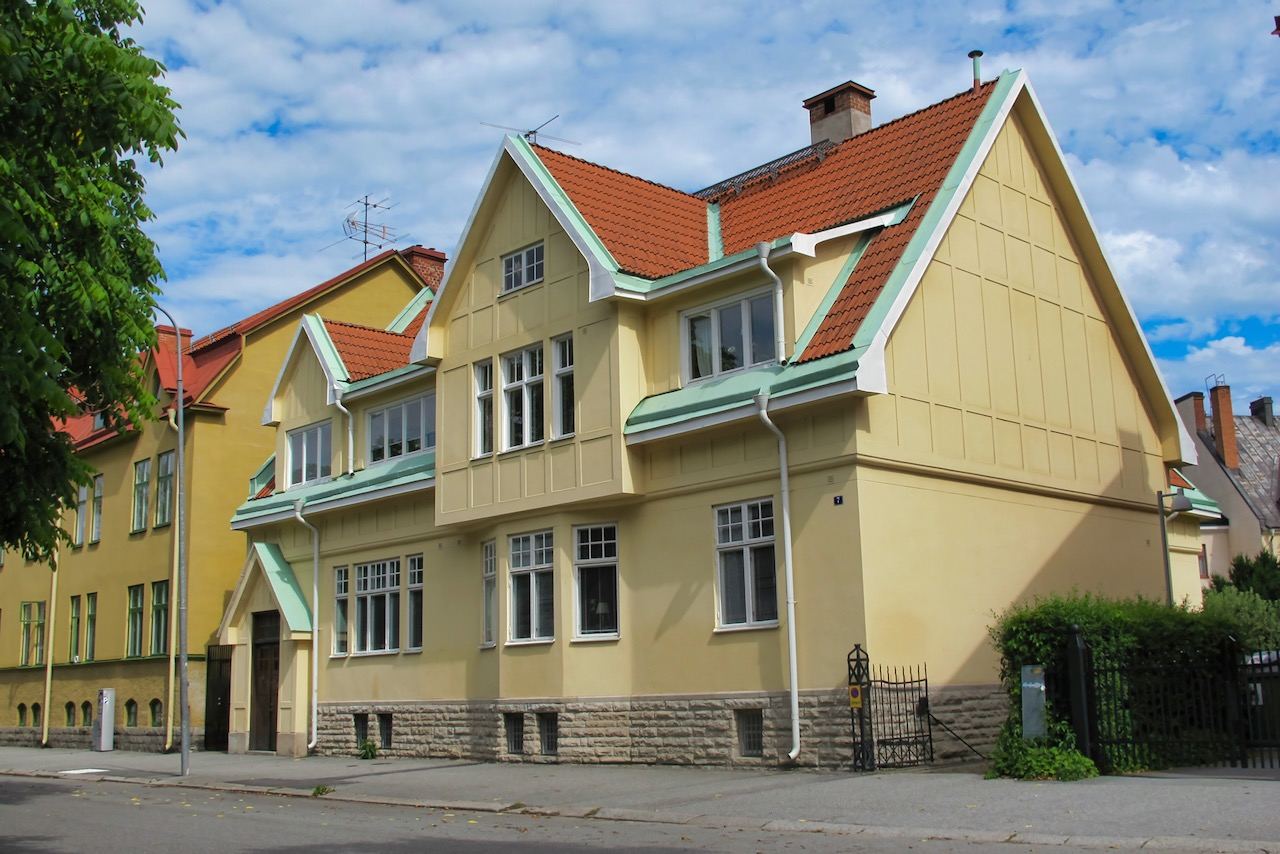
Prinsgatan 7, Örebro
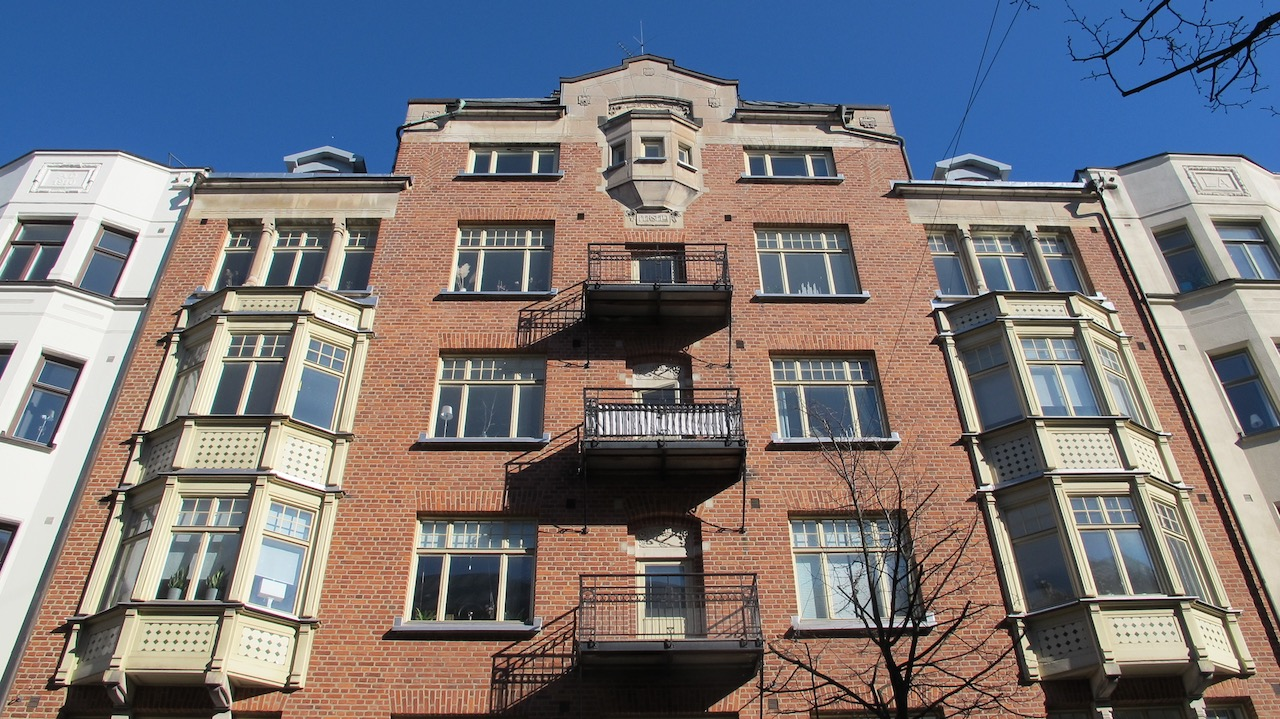
Storgatan10, Örebro, flankerad av Storgatan 8 & 12, byggda 1910-11
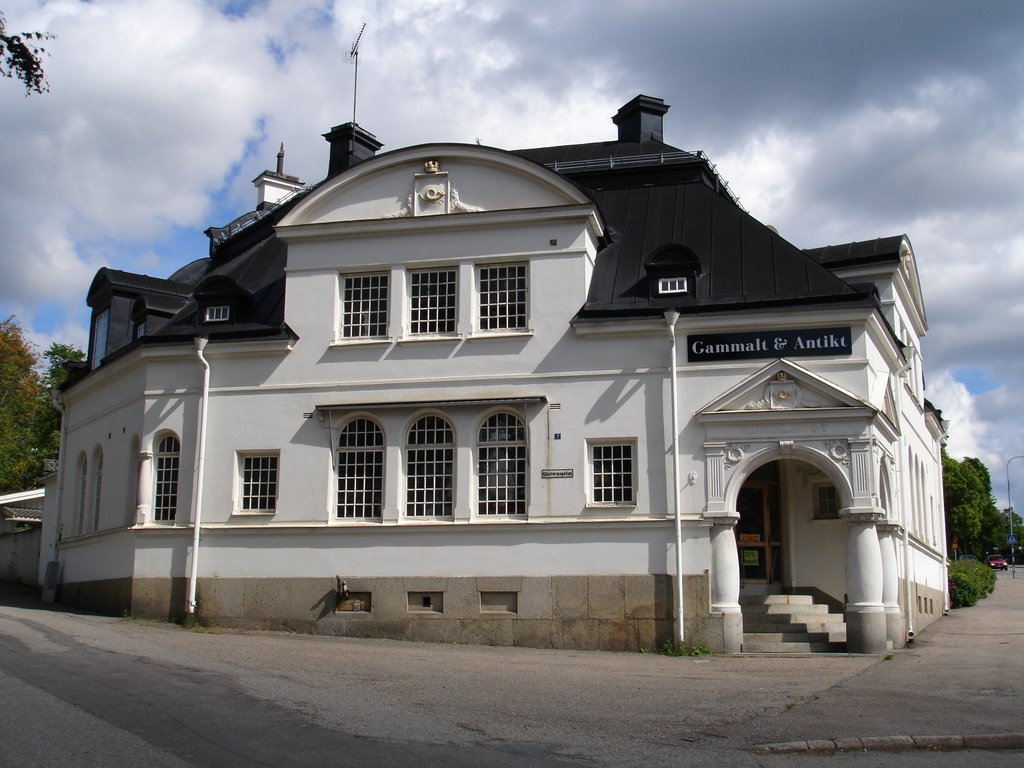
Bank- och postbyggnaden i Kopparberg
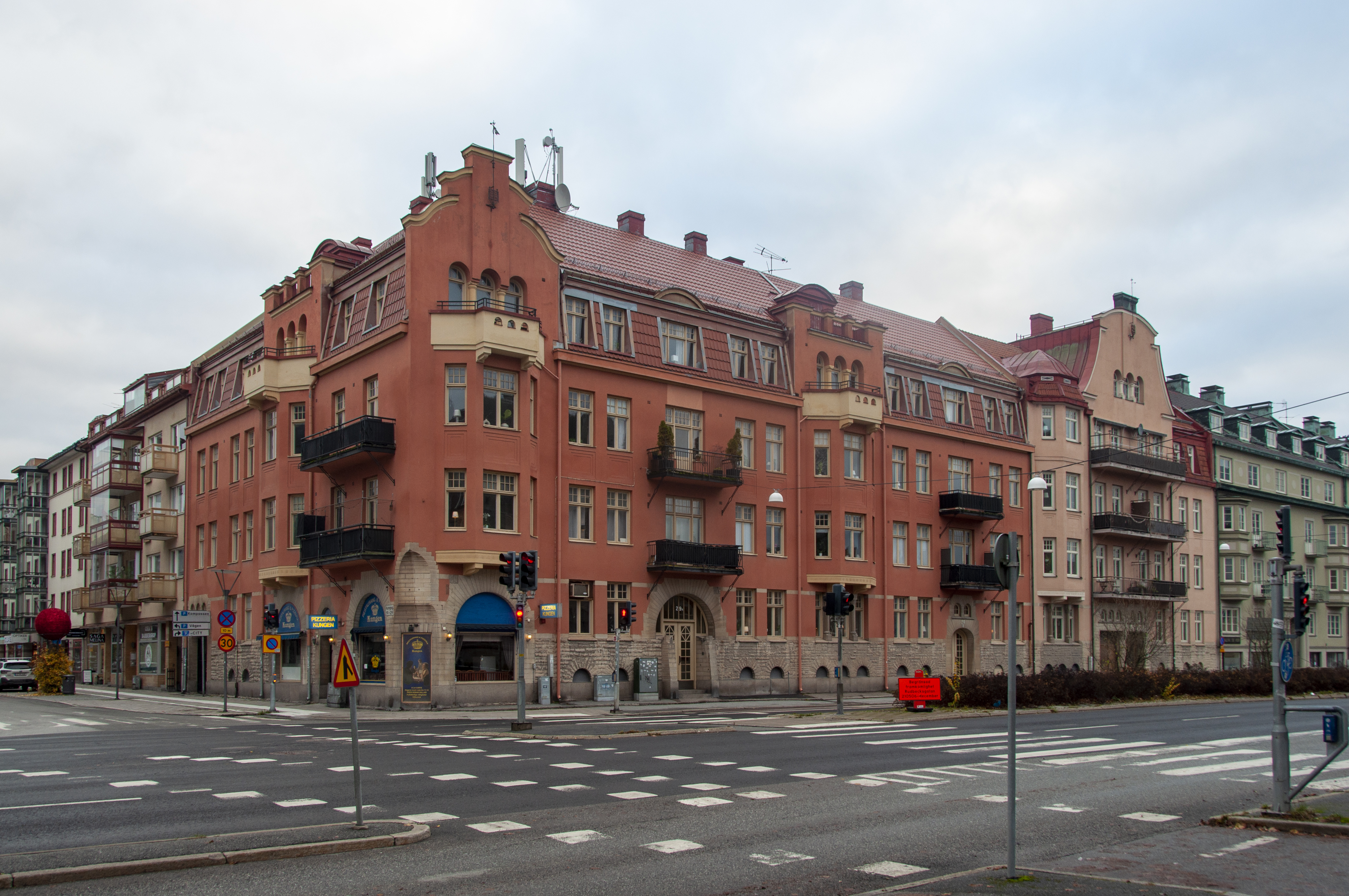
Rudbecksgatan 29 / Kungsgatan 29, Örebro, uppfört 1915